# Rio Santana (Mato Grosso do Sul)
O rio Santana é um curso de água do estado do Mato Grosso do Sul, Brasil.
A sua nascente está no distrito de Tamandaré, pertencente ao município de Paranaíba, no estado de Mato Grosso do Sul. A sua foz é no rio Paraná entre as cidades de Paranaíba e Aparecida do Taboado.